# Karl-Heinz Langer
Karl-Heinz Langer, nemški častnik, vojaški pilot in letalski as, * 19. april 1914, Görlitz, † 6. maj 1955 Remschied.

## Življenjepis
Langer je bil že pred svojo prvo zračno zmago Gruppenadjutant III./JG 3, kar je postal 26. maja 1941. Nadporočnik Langer pa je svojo prvo zmago dosegel 14. julija 1941 nad vzhodno fronto, ko je letel pri 7./JG 3. 21. maja 1942 je doživel prvi zasilni pristanek, ko je moral svojega lovca Messerschmitt Bf 109 F-4 (W. Nr. 13 234) pristati na neurejenem travniku, ker mu je zmanjkalo goriva. Naslednji zasilni pristanek je moral opraviti v lovcu Bf 109 F-4 (W. Nr. 13 139) 5. septembra, ko je letalo popolnoma uničil v bližini mesta Golubinskaja. Sam se pri tem pristanku ni poškodoval. 
Do 17. decembra je dosegel že 10 zračnih zmag, takrat pa je s svojim lovcem Bf 109 G-2 (W. Nr. 13 739) pri pristanku na letališče Pitomnik v bližini Stalingrada zapeljal na neeksplodirano letalsko bombo in jo detoniral. Pri tem se je lažje poškodoval in uničil letalo.
Na bojišče se je vrnil že 28. decembra in takoj dosegel zmago nad sovjetskim lovcem Jak-1 nad Stalingradom. 1. junija 1943 je postal Staffelkapitän 7./JG 3, po zajetju prejšnjega poveljnika majorja Wolfganga Ewalda pa je že 14. julija postal Gruppenkommandeur III./JG 3. Enoto je vodil do prihoda stotnika Waltherja Dahla, ki ga je na tem položaju zamenjal 20. julija 1943. 
Enota je bila kasneje premeščena nazaj v Nemčijo na naloge obrambe rajha. Langer je tam 14. oktobra 1943 dosegel svojo 16. zračno zmago, ko je sestrelil svoj prvi težki bombnik. V tej akciji je bil sestreljen tudi sam. Ranjen je s padalom izskočil iz svojega zadetega lovca Bf 109 G-6 (W. Nr. 26 024) in pristal v bližini Hammelburga. Med okrevanjem je opravljal delo inštruktorja v Ergänzungsungs-Jagdgruppe Ost. K svoji enoti se je vrnil spomladi 1944. 25. maja 1944 je Langer spet postal Gruppenkommandeur of III./JG 3 in na tem mestu zamenjal Waltherja Dahla. 
26. julija je bil odlikovan z Nemškim križem v zlatu. 1. januarja 1945 je vodil svojo enoto v operaciji Bodenplatte im pri tem uničil dva Spitfira britanske RAF na tleh letališča v Eindhovnu. 20. aprila 1945 je bil odlikovan z Viteškim križem, tri dni za tem pa je dosegel svojo 30. in zadnjo zmago, ko je sestrelil sovjetskega lovca Jak-3. 
Konec vojne je dočakal s činom majorja, umrl pa je 6. maja 1955 v Remschiedu.
Karl-Heinz Langer je na 486 bojnih nalogah dosegel 30 zračnih zmag, od katerih jih je 10 zabeležil nad zahodnim, 20 pa nad vzhodnim bojiščem. Med temi zmagami so bili štirje težki štirimotorni bombniki.

## Odlikovanja
- Železni križec 2. in 1. razreda
- Ehrenpokal der Luftwaffe (12. avgust 1944)
- Nemški križ v zlatu (26. julij 1944)
- Viteški križ železnega križca (20. april 1945)